# 切斯特白猪

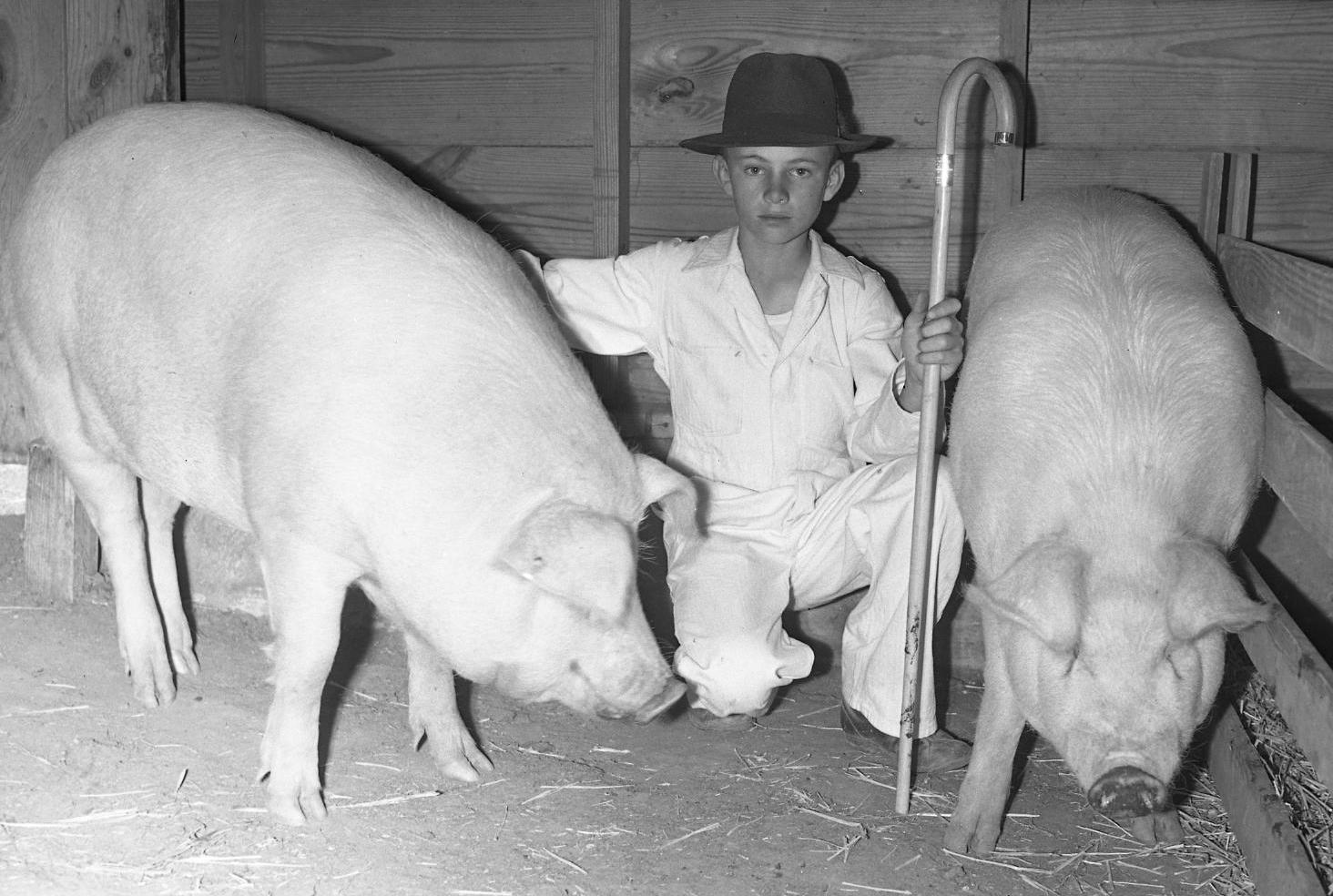
切斯特白猪

切斯特白猪是猪的品种之一。目前数量已经十分有限。切斯特白猪的母猪高产，母性很好。在杂交体系中，切斯特白猪经常被用作母系，尽管其在数量上已逐渐失去其重要性。

## 品种起源
此品种起源于宾夕法尼亚州的切斯特郡和特拉华郡。最初此品种的名称为切斯特郡白猪，但是后来“郡”字被去掉了。早在1812年，切斯特郡就已经有着来自英格兰的约克夏和林肯夏两个品种，而切斯特品种来源于纽约的杰佛逊郡。到1815年左右，这几个品种就融合在一起了。1818年，James Jeffries船长从英格兰进口了一头叫做Bedforshire或Cumberland的白色公猪，并用这头公猪改良了当地的猪种，从这时起切斯特白猪就开始进行品种繁育。

## 品种特征
全身毛色为白色，耳朵下垂且大小中等。